# Jan Ogrodnik
Jan Ogrodnik (ur. 5 sierpnia 1892 w Nowym Sączu, zm. 22 listopada 1919 nad Dźwiną) – porucznik Wojska Polskiego, działacz niepodległościowy, kawaler Orderu Virtuti Militari.

## Życiorys
Urodził się 5 sierpnia 1892 w Nowym Sączu, ówczesnym mieście powiatowym Królestwa Galicji i Lodomerii, w rodzinie Wojciecha, emerytowanego podmajstrzego kolejowego, i Wiktorii z Przybytniowskich. Był młodszym bratem Wilhelma (1885–1955), urzędnika Dyrekcji Okręgowej Kolei Państwowych w Krakowie. Szkołę powszechną ukończył w Nowym Sączu. Uczęszczał do Gimnazjum św. Anny w Krakowie (klasy 1-3), następnie kontynuował naukę w cesarsko-królewskim Gimnazjum V w Krakowie, gdzie w 1911 zdał egzamin maturalny. W 1912 rozpoczął studia na Wydziale Prawa Uniwersytetu Jagiellońskiego.
9 sierpnia 1914 wstąpił do Legionów Polskich. 12 września został przydzielony do Prowiantury, a 8 listopada 1914 mianowany plutonowym. 1 stycznia 1915 został przydzielony do batalionu kapitana Andrzeja Galicy. Od 21 maja do 22 lipca 1915 był słuchaczem II kursu Szkoły Podchorążych Legionów Polskich w Kamieńsku. Po ukończeniu kursu został mianowany aspirantem oficerskim z odznakami sierżanta i poborami plutonowego, i przydzielony do Batalionu Uzupełniającego Nr III. Następnie został przeniesiony do 7. kompanii 6 pułku piechoty, z którym następnie walczył podczas I wojny światowej. Szczególnie odznaczył się podczas kontrofensywy rosyjskiej nad Styrem w 1915, gdzie „ze swoim plutonem jako straż tylna kompanii, zauważył oddziały wroga, które związał walką, dopóki legioniści nie przeszli przez bagna. Następnie widząc ciężko rannego żołnierza, zabrał go i przekazał oddziałowi sanitarnemu, a pluton swój doprowadził w porządku do kompanii”. 17 maja 1922 za tę postawę został odznaczony pośmiertnie orderem wojskowym „Virtuti Militari" V klasy. 26 kwietnia 1916 został mianowany na stopień chorążego, a 1 stycznia 1917 podporucznika.
Po kryzysie przysięgowym w 1917 wysłany jako starszy oficer-instruktor na kurs w Polskim Korpusie Posiłkowym w Bolechowie. Po bitwie pod Rarańczą (15–16 lutego 1918) został internowany w Talaborfalva, a później wcielony do armii austro-węgierskiej. Od listopada 1918 w odrodzonym Wojsku Polskim jako dowódca 5. kompanii w II batalionie 24 pułku piechoty, z którym walczył na froncie wojny polsko-bolszewickiej. 
13 stycznia 1919, po śmierci podpułkownika Aleksandra Szemiota, objął dowództwo II batalionu. Wziął udział w bitwach pod Mościskami, Gródkiem, Żółkwią, Chodorowem, Bołszycami, Darachowem i Zborowem. 26 czerwca 1919 pod Lasową został ciężko ranny (miał „przestrzelone piersi”). Widząc w jak ciężkim położeniu walczy batalion, nie dał się unieść sanitariuszom z pola bitwy, lecz podtrzymywany przez adiutanta, osłabiony upływem krwi, kierował do ostatka walką batalionu. W sierpniu 1919, po wyleczeniu z ran wrócił do pułku. 22 listopada 1919 przeprowadził osobiście wypad II/24 pp na Borkowicze za Dźwiną, gdzie zebrały się oddziały sowieckie. Niespostrzeżony przez ubezpieczenia sowieckie uderzył brawurowo na zaskoczonego nieprzyjaciela, rozbił go, wziął jeńców, dwa działa z zaprzęgami i karabin maszynowy. Przypłacił to jednak życiem, gdyż w końcu walki został zabity. Major Józef Pałac, autor „Zarysu historji wojennej (...)” stwierdził, że kapitan Ogrodnik był najdzielniejszym oficerem, najszlachetniejszą postacią w historii 24 pułku piechoty, pozostanie dla pułku na zawsze wzorem ideału oficera polskiego. Pomimo kilkakrotnie odniesionych ciężkich ran wracał zawsze do pułku do swoich zołnierzy, których ukochał i przez których był wzajemnie uwielbiany. Spokojny, zrównoważony, odważny w ogniu, zawsze znajdował się tam, gdzie śmierć zbierała najobfitsze żniwo. Tak było i w dniu, w którym poległ. Prowadząc żołnierzy do natarcia, pierwszy rzucił się do domu, gdzie kwaterował sztab sowieckiego batalionu, ugodzony jednak kulą rewolwerową w usta, zginął na rękach żołnierzy. Z podanego wyżej opisu nie wynika wprost, gdzie poległ kapitan Ogrodnik. Wilhelm Ogrodnik wskazał, że jego brat poległ pod wsią Górki nad Dźwiną. Na „Liście strat Wojska Polskiego” oraz w tomie I monografii „Historia 6 Pułku Piechoty Legionów Józefa Piłsudskiego” figuruje jako poległy nad Dzisną.
Jan Ogrodnik został pochowany na cmentarzu Rakowickim w Krakowie. Był kawalerem, nie miał dzieci.
4 grudnia 1919 został mianowany z dniem 1 grudnia 1919 na stopień kapitana, warunkowo aż do ukończenia prac przez Komisję Weryfikacyjną. 19 sierpnia 1920 został zatwierdzony z dniem 1 kwietnia 1920 w stopniu kapitana, w piechocie, w grupie oficerów byłych Legionów Polskich.
Oficerowie II/24 pp dla uczczenia bohaterskiej śmierci swego dowódcy ufundowali cegiełkę na Wawelu z napisem: „Pamięci kapitana Jana Ogrodnika dowódcy II Batalionu 24 Pułku Piechoty”.
29 marca 1938 w Powiatowej Komendzie Uzupełnień Kraków Miasto Wilhelm Ogrodnik odebrał Order Virtuti Militari swego brata wraz z legitymacją.

## Ordery i odznaczenia
- Krzyż Srebrny Orderu Wojskowego Virtuti Militari nr 6329 – pośmiertnie, 17 maja 1922[11][2][25][26][27]
- Krzyż Niepodległości – pośmiertnie, 15 czerwca 1932 „za pracę w dziele odzyskania niepodległości”[28][2]
- Krzyż Pamiątkowy 6 pułku piechoty Legionów Polskich[29]
- Srebrny Medal Waleczności 2 klasy[30][14]